# Marquesado de Murrieta
El marquesado de Murrieta  es un título nobiliario español creado por el rey Amadeo I de Saboya, el 20 de octubre de 1872 a favor de Luciano Murrieta Ortiz, un militar y viticultor español, en reconocimiento a su labor en la obtención de vinos riojanos de calidad. Fue el fundador de las bodegas marqués de Murrieta en la finca YGAY (Logroño).

## Marqueses de Murrieta
|                                 | Titular                                      | Periodo                         |
| Creación por Amadeo I de Saboya | Creación por Amadeo I de Saboya              | Creación por Amadeo I de Saboya |
| ------------------------------- | -------------------------------------------- | ------------------------------- |
| I                               | Luciano Murrieta y García-Ortiz de Lemoine   | 1872-1911                       |
| II                              | José Manuel de Olivares y Bruguera           | 1911-1937                       |
| III                             | Julián de Olivares y Bruguera                | 1953-1977                       |
| IV                              | Luis de Olivares y Bruguera                  | 1977-1982                       |
| V                               | Mª Cristina de Olivares y Gómez-Barzanallana | 1983-2011                       |
| VI                              | Cristina Serra y de Olivares                 | 2011-actual titular             |

## Historia de los Marqueses de Murrieta

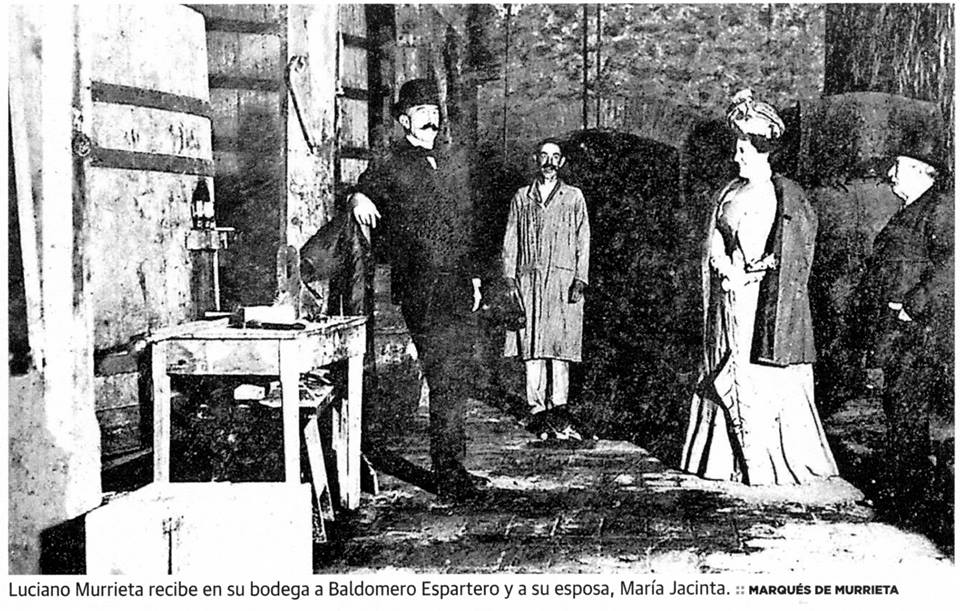
El marqués (Luciano Murrieta) con Baldomero Espartero y su esposa María Jacinta de Sicilia en las bodegas Duque de la Victoria en Logroño en el

- Luciano Francisco Ramón Murrieta García-Ortiz de Lemoine (Arequipa, Perú, 1 de septiembre de 1822-Logroño, 22 de noviembre de 1911), I marqués de Murrieta. Sin descendientes. Le sucedió, por la merced de poder elegir sucesor entre sus parientes al no tener parientes directos, el hijo de su primo y amigo, Julián de Olivares Ballivian:

- José Manuel de Olivares y Bruguera (m. Berlín, 1937), II marqués de Murrieta. Sin descendientes, le sucedió su hermano:

- Julián de Olivares y Bruguera (Hernani, 10 de diciembre de 1895-Madrid, 1977), III marqués de Murrieta. Falleció sin descendientes. Le sucedió su hermano:

- Luis de Olivares y Bruguera (m. Madrid, 1982), IV marqués de Murrieta, II conde de Artaza y primer embajador de España en la India. Sin descendencia, le sucedió su sobrina:

- María Cristina de Olivares y Gómez-Barzanallana (1936-2014), V marquesa de Murrieta, VII marquesa de Barzanallana,  IV condesa de Artaza.

Casó con Guillermo Serra Vázquez. Por cesión del título, le sucede su hija:
- Cristina Serra y de Olivares (n. en 1965), VI marquesa de Murrieta.